# 오비히로 공항
오비히로 공항(일본어: 帯広空港, IATA: OBO, ICAO: RJCB)은 일본 홋카이도 도카치 지청 오비히로시에 있는 공항으로 도카치 오비히로 공항이라고 불리기도 한다.

## 역사
1964년 12월 재팬 에어 시스템에서 당시 일본 육상자위대 도카치 기지를 이용해 삿포로와 구시로 노선에 취항한 뒤 이듬해인 1965년 7월에는 재팬 에어 시스템에서 도쿄 노선을 신설했다.
이후 1981년 3월 현재 위치로 공항을 이전하면서 활주로를 연장(2000m x 45m)하여 제트기들이 취항할 수 있도록 조치한 뒤 1982년부터는 활주로와 평행하게 놓인 유도로의 사용을 개시했고 몇 년 뒤인 1985년에는 활주로를 2500m로 추가 연장하는 작업이 진행되었지만 1986년 미나미치토세역과 신토쿠역을 잇는 세키쇼선의 개통으로 인해 삿포로 노선 운항이 전면 중단되었다.
1992년 7월에는 재팬 에어 시스템이 오사카 노선을 개설한데 이어 몇 년 뒤인 1994년 3월에는 일본항공이 나고야 노선을 개설하여 운항에 들어간 이후 오사카 노선의 경우 2년 뒤인 1994년부터 오사카 이타미 공항 노선에서 간사이 국제공항 노선으로 변경 운항하기도 했다.
일본항공에서는 1995년 7월에 후쿠시마 노선을 개설한 뒤 1996년 7월에는 센다이 노선을 개설했었으나 각각 2000년 9월과 1997년 10월부로 운항이 중단되었고 1997년 7월부터는 도쿄 노선을 개설하여 운항했었으나 이마저도 2003년 9월 운항이 중단되었다.
그리고 2001년부터 '도카치 오비히로 공항'이라는 이름을 일종의 애칭으로써 사용하기 시작했고 이와 더불어 2년 뒤인 2003년에는 이용자 누계 1000만명을 달성한데 이어 이듬해인 2004년에는 국제선 전세기 142편을 운항하는 성과를 이뤄냈다.
그 후 2005년에는 기존의 오사카(간사이) 노선은 계절편으로 변경되었고 에어트란세가 하코다테 노선과 삿포로 노선을 개설했었으나 삿포로 노선은 2006년 11월부로 운항이 중단되었으며 2007년 9월에는 오비히로 공항에서 완전히 철수했다.
그 뒤 대한민국의 저가항공사 중 하나인 에어로케이가  2025년 1월 25일부터 2월 11일까지 부정기편을 운항한 결과 평균 탑승률이 무려 약 80%대를 기록하면서 같은 해 5월 21일부터 청주 - 오비히로 노선이 정기편으로 전환된 뒤 현재까지 주 3회(월, 수, 금) 운항하고 있다.

## 교통편
오비히로 공항에서 오비히로역까지 가는 버스가 운영되고 있는데 버스비는 10000원이며 오비히로 공항에서 오비히로역까지의 소요시간은 40분이다.

## 운항 노선

### 국내선
| 항공사   | 목적지                             |
| -------- | ---------------------------------- |
| 일본항공 | 도쿄(하네다) 계절편 : 나고야(주부) |
| AIRDO    | 도쿄(하네다)                       |

### 국제선
| 항공사     | 목적지 |
| ---------- | ------ |
| 에어로케이 | 청주   |